# The Fortunes
The Fortunes est un groupe britannique de rock des années 1960. Formé à Birmingham en Angleterre en 1963, le groupe était dans la lignée du mouvement British Beat.

## Historique
Le groupe est formé par Rod Allen, Glen Dale (musicien) et Barry Pritchard. Il signe avec Decca Records en 1963. Le premier single Summertime, Summertime est crédité aux Fortunes et aux The Cleftones. Le disque suivant est Caroline, co-écrit par le chanteur-compositeur-interprète par Perry Ford et l'auteur-compositeur Tony Hiller.
Les deux singles suivants du groupe, composés par Gordon Mills : I Like the Look of You et Look Homeward Angel. Leur cinquième sigle est composé par Roger Greenaway et Roger Cook, You've Got Your Troubles en 1965, il atteint le numéro 2 en Angleterre. Leurs deux singles suivants sont Here It Comes Again, un numéro 4, et This Golden Ring un numéro 14. Glen Dale quitte le groupe en 1966, il est remplacé par Shel McCrae.
En 1967, les Fortunes quitte Decca pour United Artists.

## Membres
- Michael Smitham
- Bob Jackson
- Eddie Mooney
- Glenn Taylor (musicien)

## Discographie

### Singles
- 1963 : Summertime Summertime  (Decca Records)
- 1964 : Caroline (Decca)
- 1964 : Come on Girl (Decca)
- 1964 : Look Homeward Angel (Decca)
- 1965 : You've Got Your Troubles (Decca)
- 1965 : Here it Comes Again (Decca)
- 1966 : This Golden Ring (Decca)
- 1966 : You Gave Me Somebody to Love (Decca)
- 1966 : Is it Really Worth Your While (Decca)
- 1967 : Our Love Has Gone
- 1967 : The Idol (United Artists)
- 1968 : Loving Cup (United Artists)
- 1968 : Seasons in the Sun (Le Moribond) (United Artists)
- 1969 : Ballad of the Alamo (United Artists)
- 1969 : Books and Films (United Artists)
- 1970 : That Same old Feeling (US only) (World Pacific)
- 1971 : Here Comes That Rainy Day Feeling Again (Capitol Records)
- 1971 : Freedom Come Freedom Go (Capitol)
- 1972 : Storm in a Teacup (Capitol)
- 1972 : Baby by the Way (Capitol)
- 1972 : Everything is Out of Season (Capitol)
- 1972 : Secret Love (Capitol)
- 1973 : Whenever it's a Sunday (Capitol)
- 1977 : I Can't Believe it's Over (Target Records)

### Albums
- The Fortunes (Decca, UK & US, 1965)
- Seasons in the Sun (United Artists, Hollande, 1969)
- That Same Old Feeling (World Pacific, US, 1970)
- Here Comes That Rainy Day Feeling Again (Capitol, US & Allemagne, 1971)
- Storm in a Teacup (Capitol, US & Canada, 1972)
- Fortunes (Capitol, UK, 1972) - compilation
- You've Got Your Troubles (Decca, Allemagne, 1974)
- Their Golden Hits (Philips, Pays-Bas, 1982) - réenregistrement de quatorze de leurs succès[1]